# إيبونكس
إيبونكس (مزيج من كلمتي أسود ebony و صوتي phonics) هو مصطلح يقصد به بالأصل لغة الناس المنحدرين من نسل الأفارقة المستعبدين، خاصة في غرب إفريقيا، والكاريبي، وشمال أمريكا. منذ نشوب الجدل حول استخدامه في مدرسة أوكلاند بورد عام 1996، أصبح مصطلح إيبونكس يستخدم في المقام الأول ليصف العامية الإنجليزية للأمريكيين الأفارقة، وهي اللهجة المميزة والمختلفة عن الإنجليزية الأمريكية القياسية.

## أصل استخدامها
صيغة كلمة إيبونكس تعود إلى عام 1973 عبر الأمريكي من أصل أفريقي روبرت ويليامز أخصائي علم النفس الاجتماعي  في مناقشة مع عالم اللغويات ارني سميث (كذلك شملت المناقشة العديد من باحثي وأستاذة اللغة) والتي عُقدت في مؤتمر حول تطور اللغة والإدراك عند الطفل الأسود وأقيمت المناقشة في سانت لويس (ميزوري)، كان ويليامز يرمي إلى إيجاد مصطلح يرمز للغة الأمريكيين السود ويقبل بالتبعات اللغوية لتجارة العبيد ويتجنب المدلولات السلبية لمصطلحات أخرى مثل الإنجليزية الزنجية غير القياسية:
:نحتاج أن نُعرّف حديثنا، نحتاج تعريفاً واضحاً له. نحن نعلم أن الإيبوني تعني السواد وأن الفونكس تعني لفظ الأصوات أو علمها لذلك، نحن نتحدث عن علم الأصوات عند السود أو لغتهم.
في عام 1975 , ظهر مصطلح الإيبونكس في كتاب اللغة الحقيقة للعرق الأسود، وهو الكتاب الذي عدله وشارك به ويليامز:
:وُجد المصلطح قبل عامين على يد مجموعة من الباحثين السود. الإيبونكس تعرف على أنها «الملامح اللغويه والصوتيه المتركزة في جماعة والمتمثلة لسلالتهم سواءً كانوا غرب أفريقيين، كاريبيين، أو من الأمريكيين العبيد ذوي الأصول الافريقيه ويشمل العبارات واللهجات العامية للأشخاص السود» خصوصاً أولئك الذين عاصروا الأستعمار العنصري، كلمة الإيبونكس مشتقه من إيبوني (أسود) وفونكس (الصوت، علم الصوت) وتشير إلى دراسة لغة السود وكل ما تحتويه من تميز ثقافي.
وشدد بعض الكتاب على بيان أن هذا المصطلح يرمز إلى لغة السود كأفريقيين بدلا من كونهم أوروبيين  ولم يحظى هذا المصطلح بشعبية حتى بين أولئك الذين أبدوا موافقتهم على أسباب صياغته. حتى في مضمون كتاب ويليامز، بدا مصطلح الإنجليزيه السوداء أكثر ظهوراً من مفردة إيبونكس.
وصرح جون باف  أن هذا المصطلح يستخدم في أربع طرق يستعملونها المناصرون للسمات الأفريقية ربما تكون بهذا الشكل:
1. قد يكون اهتماما عالميا يهتم بالتبعات اللغويه لتجارة العبيد.
2. أو بحثاً عالمياً عن اسباب التشتت في اللغة الافريقيه بشكلٍ عام.

أو ربما تعود إلى طبيعة ما يعتبر تنوع في اللغة الإنجليزية، إما:
1. أن البعض يدرسها بغرض فهم تنوع اللغة الأنجليزيه مفتخرين بحجم مطابقتها للإنجليزيه السوداء التي تعد لهجه إنجليزية وبهذا فأنها قد تكون مطابقه لها.
2. أو أنها تختلف تماماً وتناقض الإنجليزية السوداء وتعد لفه منفردة.

## الاستخدام الشائع والجدال
كان مصطلح إيبونكس معروفا على نطاق محدود حتى سنة 1996، المصطلح لم يظهر في الإصدار الثاني من القاموس الإنجليزي أكسفورد سنة 1989، ولم يعتمد من علماء الألسنيات.
أصبح المصطلح معروف على نطاق واسع في الولايات المتحدة بسبب الجدال الذي جرى حول قرار مجلس تعليم مدينة أوكلاند، حيث ناقش المجلس دلالة وتعريف اللغة الأولية للأطفال الأفارقة الأمريكيين في المدارس، وتسهيل تعليمهم اللغة الإنجليزية القياسية. منذ ذلك الحين أصبح هذا المصطلح شائعاً وأستخدم كمرادف للهجة الأمريكيين السود العامية، وربما كان يختلف عنها بتأكيده على جذوره الأفريقية واستقلاليته عن الإنجليزية. ارتبط المصطلح بالنقاش الوطني الذي أحدثه مجلس تعليم مدينة أوكلاند والتي حسب مايُذكر انها أوردت الحل لتعليم الأطفال قواعد اللغة الإمريكية الأنجليزيه من خلال برنامج يُحترم فيه الطفل بتعليمة نفس اللهجة القائمة في منزلة ويستخدم التناوب اللغوي بين قواعد الأيبونكس والإنجليزية.
أستمر استخدام لفظة الأيبونكس على الرغم من تجنب اللغويين استخدامه، فبقي يستخدم في رسائل الأنترنت أو للتهكم على لهجة الأمريكين السود العامية خصوصاً عندما يكون هذا التهكم يسخر من اختلاف هذه اللكنة مع اللكنة الأمريكية الأنجليزية. عالم اللغويات جون مكوترر الأسود رفض هذا المصطلح بأعتباره يسيء لكل الإنجازات الأكاديمية التي حققها السود ولا يدعمها وأعتبر ان اعتبار اللهجة الأمريكية للسود لهجة قائمة بذاتها عن اللغة الإنجليزية يعمق الهوة بين البيض والسود ويقسمهم بشكل أكبر.